# 阿莱 (黎巴嫩)

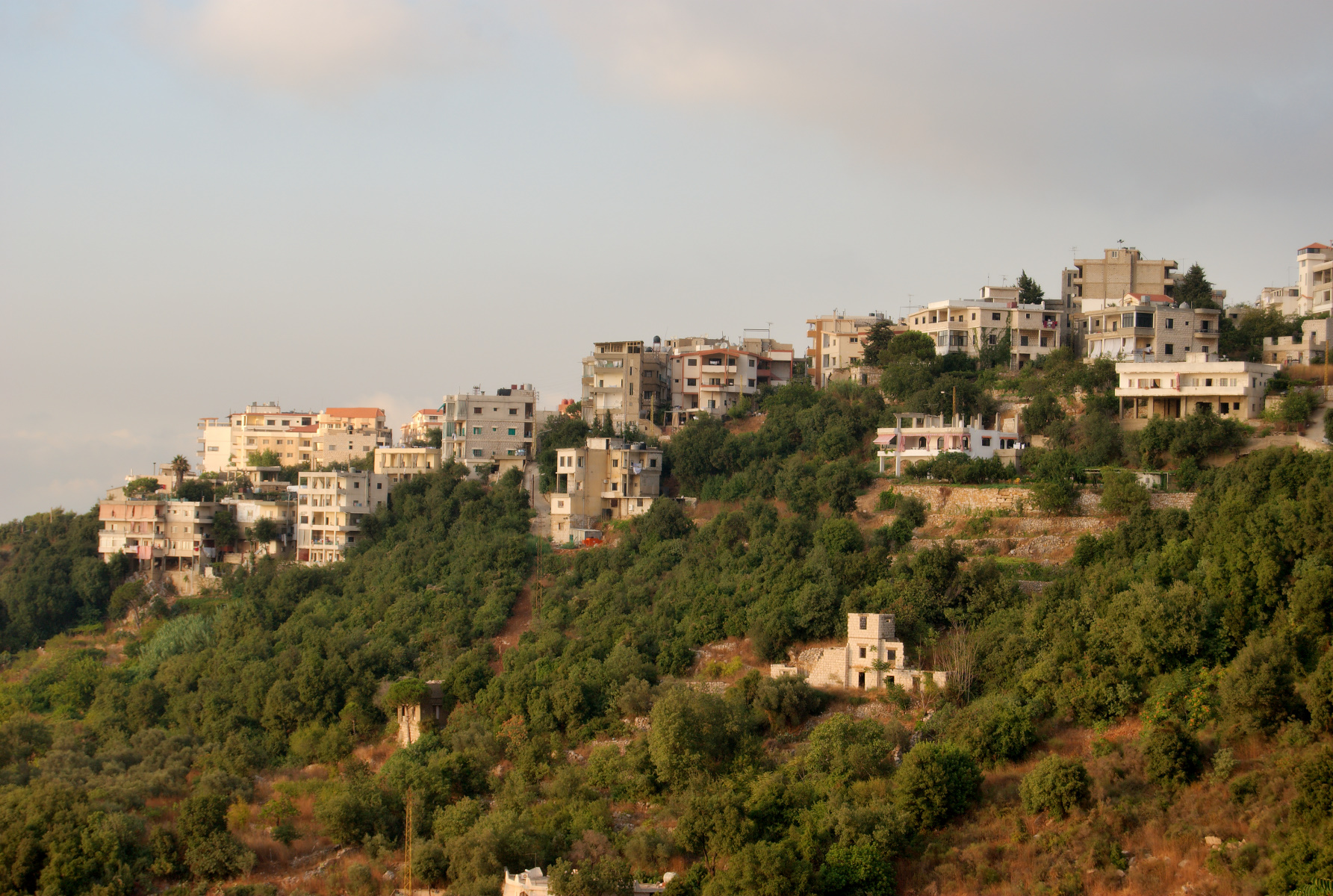
阿列伊

阿莱（阿拉伯语：‎）是黎巴嫩黎巴嫩山省的城鎮，位於該國西部，距離首都貝魯特17公里，海拔高度約1,000米，是熱門的旅遊地點，2001年人口約2,500。

## 外部連結
- A touristic guide for the city and the caza of Aley （页面存档备份，存于）
- Government of Lebanon Tourism Site Brochure featuring local maps

33°48′N 35°36′E / 33.800°N 35.600°E